# Rušení radiového signálu
Rušení radiového signálu je způsob vysílání rádiových vln, mající za cíl zabránit nebo znemožnit příjem srozumitelného radiového signálu vysílaného na určité frekvenci, obvykle stejné, na které je vysílán rušící signál. Využívá se jednak ve vojenství k narušení komunikace nepřítele, jeho radarů a rádiem naváděných střel (REB – radioelektronický boj), jednak ke zkomplikování příjmu programů nežádoucích rozhlasových stanic běžným obyvatelstvem – tento způsob omezování svobody je obvyklý zejména v totalitních státech.

## Rušení zahraničního rozhlasu v Československu
V Československu docházelo k rušení zejména za doby komunismu (1948–1989), kdy byly po celém území československého státu instalovány rušičky, tedy vysílače signálu rušícího příjem a šíření vln rozhlasových stanic ze zahraničí. Tento způsob obcházeli zájemci o poslech rušených stanic hledáním jiných frekvencí vysílání, například na krátkých vlnách, kde rušení nebylo tak jednoduché. V dobách největšího rozsahu rušení bylo zřízeno (stav k 3. 3. 1964) 14 středisek rušení:
| typ rušení | lokalita         | rušičky KV           | rušičky SV         |
| ---------- | ---------------- | -------------------- | ------------------ |
| dálkové    | Plzeň            | 9 × 10 kW, 5 × 1 kW  | 2 × 1 kW           |
| dálkové    | Košice           | 10 × 10 kW, 5 × 1 kW | -                  |
| lokální    | Praha            | 29 × 1 kW            | -                  |
| lokální    | České Budějovice | 13 × 1 kW            | -                  |
| lokální    | Karlovy Vary     | 15 × 1 kW            | -                  |
| lokální    | Ústí nad Labem   | 13 × 1 kW            | -                  |
| lokální    | Liberec          | 13 × 1 kW            | -                  |
| lokální    | Hradec Králové   | 6 × 1 kW             | -                  |
| lokální    | Brno             | 12 × 1 kW            | 20 kW              |
| lokální    | Gottwaldov       | 14 × 1 kW            | 1 × 3 kW, 1 × 1 kW |
| lokální    | Jihlava          | 10 × 1 kW            | -                  |
| lokální    | Ostrava          | 10 × 10 kW, 5 × 1 kW | 1 × 1 kW           |
| lokální    | Olomouc          | 15 × 1 kW            | -                  |
| lokální    | Bratislava       | 14 × 1 kW            | -                  |

Instalace technických prostředků pro rušení příjmu zahraničního rozhlasu na území Československa započala nařízením ÚV KSČ z roku 1952.
K zamezení příjmu stanice Svobodná Evropa (Radio Free Europe) z Mnichova na střední vlně mělo každé krajské město svůj místní středovlnný rušící vysílač, kromě dalších 6 výkonných vysílačů pro pokrytí celého území státu (v Čechách např. Mělník a Litomyšl). V 70. letech se přes den používaly pro tzv. Interprogram. Ostatní vysílače pracovaly na krátkých vlnách, viz tabulka. Rušeny byly stanice Radio Canada International, Radio Luxembourg, BBC, Svobodná Evropa, Radia Vatikán, Radia Madrid a Hlas Ameriky. Na základě reciprocity bylo rušeno vysílání Rádia Svoboda směrem na území SSSR.
Zvláštním obdobím bylo v roce 1968 rušení okupační stanice Vltava vysílající z NDR v prvních dnech jejího působení po obsazení Československa vojsky Varšavské smlouvy a naopak dočasné pozastavení rušení relací Svobodné Evropy.
Rušení příjmu bylo provozováno do 16. prosince 1988, kdy bylo ukončeno s ohledem na politickou situaci, nákladnost provozu a perspektivu pokrytí evropského území satelitním vysíláním. Většina rušiček byla přeladěna na normální vysílače nebo byla zbourána. Ale rušičky nemusely vždy být jenom na stožárech. Někdy se instalovaly přímo do domů a kanceláří, aby rušení bylo opravdu účinné. Malé rušičky tak mohly být i na domech.

### Problematika rušení krátkovlnného vysílání

Šíření krátkých vln prostorovou (červená) a povrchovou (modrá) vlnou

Mezi dva hlavní způsoby šíření krátkých vln patří jednak povrchová vlna, která však pokrývá území v řádu desítek km okolí vysílače, ale hlavně prostorová vlna vznikající odrazem od ionosféry, jejíž dosah je stovky km (tisíce km při vícenásobném odrazu, viz obrázek).
Proto již od počátků rušení ve státech Varšavské smlouvy docházelo k mezinárodní spolupráci v oblasti tzv. dálkového rušení mezi státy východního bloku, které využívalo specifik šíření radiových vln, protože rušení signálu na krátkých vlnách je nejúčinnější ve větší vzdálenosti od místa vysílání. Též v ČSSR pracovaly pod patronací StB výkonné krátkovlnné vysílače (35÷100kW) v režimu rušení vysílání Radia Svoboda směrem do SSSR, například ze středisek Poděbrady, Litomyšl, Rimavská Sobota.
Možnost příjmu rušených stanic také bývala ovlivněna i politickým vývojem v okolních zemích, kdy po dělnických bouřích v Polsku padesátých let došlo k vypovězení dvoustranných dohod dálkovém rušení.
Účinnost rušení může být zhoršena ionosférickými poruchami, které např. v dubnu 1953 zhoršily účinnost vysílání Svobodné Evropy na 22 %. Další možností zmenšení rušení jsou různé úpravy přijímačů či vylepšení na přijímacích anténách (směrové, smyčkové antény).

## Rušení rozhlasu ve světě

### Čína
Rušení radiového signálu je forma cenzury v Čínské lidové republice, která zahrnuje záměrné pokusy státu nebo orgánů komunistické strany o znemožnění příjmu zahraničních rozhlasových, ale i TV stanic. Na krátkých vlnách je rušení docíleno vysíláním přibližně hodinové smyčky čínské folkové hudby, známé jako The Firedrake, která překrývá rušené vysílání. Mezi rušené stanice patří např. Voice of America Tibetan, BBC World Service a Sound of Hope (SOH). Zajímavostí je technické řešení distribuce signálu pro rušičky pomocí satelitu Chinasat 6B, vyrobeného evropskou společností Thales Alenia Space. Satelit byl vynesen nosičem Dlouhý pochod 3B 5. července 2007.

### Další příklady
Německá demokratická republika provozovala síť malých středovlnných vysílačů u každého většího města, aby zamezila příjmu stanic Sender Freies Berlin a RIAS Berlin co možná těsně za hranicemi Západního Berlína.
Frankistické Španělsko rušilo komunistické španělské a baskické vysílání z Moskvy, státy východního bloku pak rušily vysílání Rádia Nacional Espaňa v jejich jazycích.
Kubánský režim rušil některé stanice vysílající z USA (např. Rádio Martí podporované vládou USA).